# Arnis
Arnis (Deens: Arnæs) is met ongeveer 300 inwoners de kleinste stad van Duitsland qua bevolking en met 0,45 km² ook de kleinste stad qua oppervlakte. Het is gelegen in de Duitse deelstaat Sleeswijk-Holstein op een schiereiland in de Schlei in het landschap van Angeln in de Kreis Sleeswijk-Flensburg. Arnis telt 280 inwoners.

## Geschiedenis
Oorspronkelijk was Arnis een schiereiland in het fjord-achtige Schlei. Tijdens de conflicten met de graven van Schauenburg en Holstein en de Hanzebond over de status van Schleswig beval de Deense koning Eric van Pommeren in 1415 de bouw van twee primitieve kastelen in de Schlei, Schwonsburg en de tegenovergestelde hoogte van de huidige begraafplaats van Arnis. Voor een betere verdediging werd de isthmus tussen Arnis en Angeln gesneden. Arnis werd een eiland.
In 1666 probeerde de edelman Detlef von Rumohr de families van het nabijgelegen dorp Kappeln in dienst te nemen. Zij vochten eerder al tegen deze adellijke familie en vroegen de hertog Christian Albrecht om hen te helpen. Omdat Detlef von Rumohr een bondgenoot was van de Deense Koning Hertog Christian Albrecht antwoordde positief - hij hoopte een politieke vijand te verzwakken. Kappeln schippers waren succesvol, dus hoopte hij ook een nieuwe welvarende haven op zijn land te vestigen en bood het eiland Arnis aan als plaats voor een nieuwe nederzetting. Ter ondersteuning van dit project verleende hij een charter van twintig privileges ("Arnisser Privileg") aan de families van Kappeln.
Detlef von Rumohr reageerde met een dubbele strategie, nam ontslag van het plan om de inwoners van Kappeln in dienst te nemen, maar oefende druk uit op de emigranten. Uiteindelijk werden er uiteindelijk slechts 30 huizen gebouwd in Arnis en werd de nieuwe nederzetting geconfronteerd met een crisis tijdens de Scanese-oorlog en de daaropvolgende conflicten tussen Holstein-Gottorp en Denemarken. In Arnis zijn enkele jaren meer mensen overleden dan geboren. 
De schippers en reders van Arnis waren samen met die van Kappeln een nieuw estuarium van de Schlei aan het bouwen die eigenlijk de taak van de stad Schleswig was. Omdat overheidsgeld niet voldoende was voor dit ambitieuze project, leidde particulier geld van beide schippersgemeenschappen na enkele tegenslagen tot een definitief succes. Vandaag de dag is "Schleimünde" nog steeds gebaseerd op de bouw van de jaren 1794 tot 1796. Om het project een schippers en reders te stimuleren werd de "Combinierte Schiffergesellschaft zu Kappeln und Arnis" opgericht. Met ook een zeilvakbond ("Matrosengesellschaft") onderscheidde Arnis zich tussen de Duitse havens.
Eeuwenlang waren scheepswerven kenmerkend voor de economie in Arnis. De eerste gedocumenteerde bouw van een schip was de "Hoffnung" in 1728. Met vier scheepswerven in de tweede helft van de 20e eeuw werd de piek bereikt. Matthiesen & Paulsen leverde zeiljachten aan de VS en Japan. Schiffswerft Otto Eberhardt had meer dan 40 werknemers - deze scheepswerf werd in 2013 gesloten. Het heropende 2017 met nieuwe eigenaren Henning en Peter Eberhardt.
Aanvankelijk maakte Arnis, samen met het zuidelijk deel van Sleeswijk, deel uit van het Deense koninkrijk. Na de Tweede Duits-Deense oorlog in 1864 kwam het stadje (en Zuid-Sleeswijk) definitief eerst in Pruisische en later in Duitse handen.

## Arnis vandaag
Yachting en toerisme zijn de twee belangrijkste pijlers voor de economie van de kleinste stad van Duitsland in de 21e eeuw. De scheepswerven richten zich vandaag op onderhoud.

## Afbeeldingen

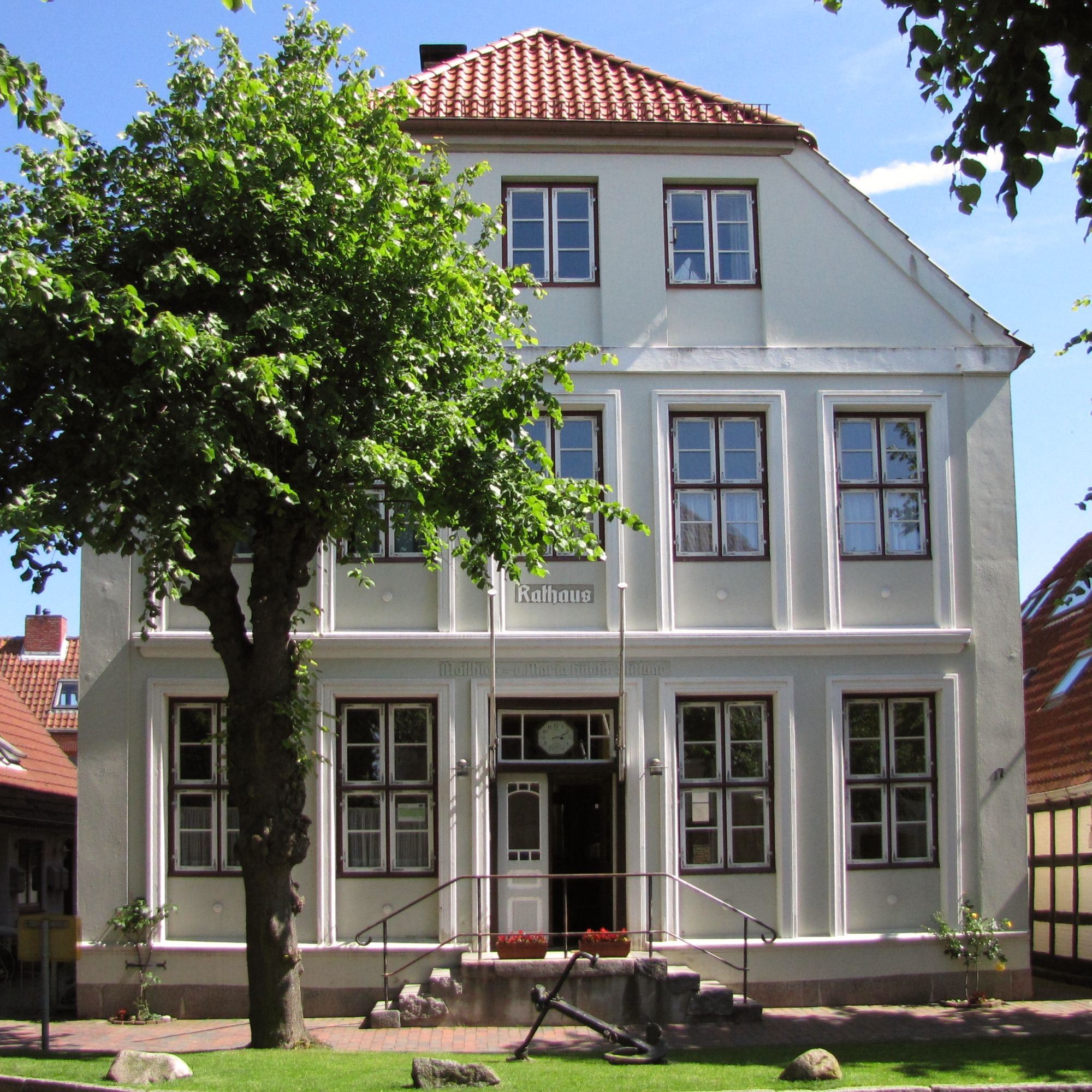
Raadhuis
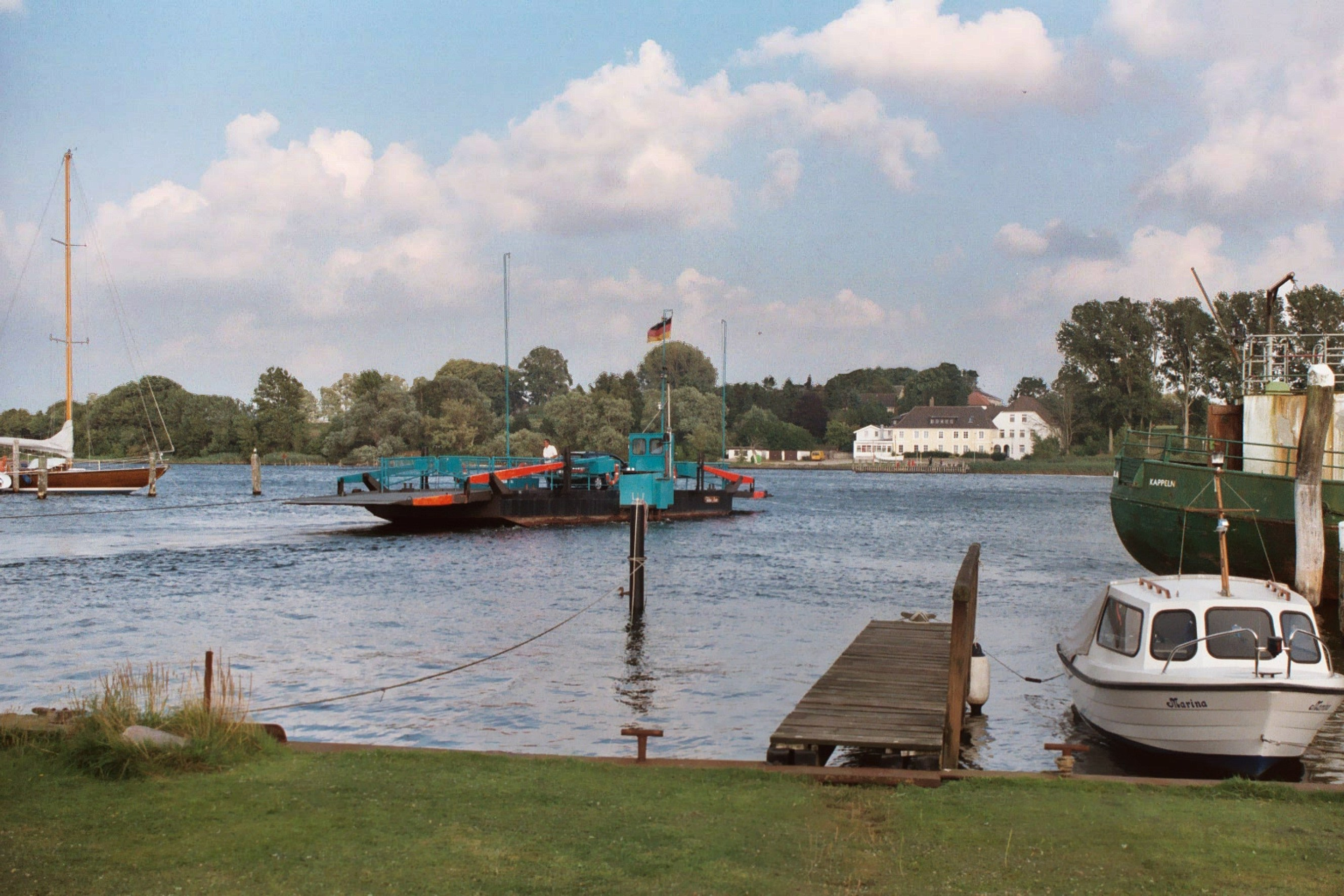
Veerpont over de Schlei
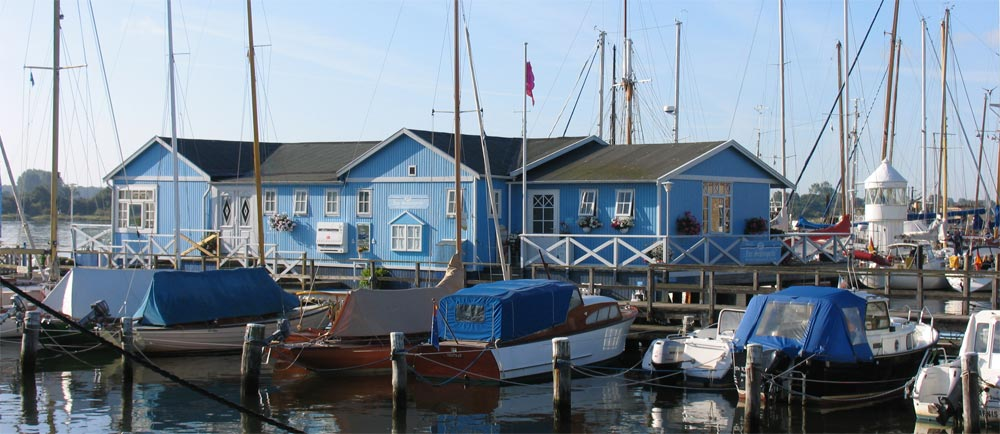
Jachthaven
- Arnis van bovenaf